# Werkgroep Caraïbische Letteren
De Werkgroep Caraïbische Letteren is een zelfstandige werkgemeenschap binnen de Maatschappij der Nederlandse Letterkunde. De Werkgroep richt zich op Caraïbische letteren in gedrukte en gesproken vorm en op cultuur in Suriname en het Caribisch deel van het Koninkrijk der Nederlanden (ook: Nederlandse Caraïben of het Nederlands Caraïbisch gebied: de drie zelfstandige landen Aruba, Curaçao, Sint-Maarten en de openbare lichamen Bonaire, Sint Eustatius en Saba). Het gaat om alle talen die literair gehanteerd worden in het gebied: Nederlands, Surinaams-Nederlands, Sranan, Papiaments, Engels, Sarnami enzovoort.

## Werkzaamheid
De Werkgroep Caraïbische Letteren werd opgericht op 22 juli 2006, daar de al sinds 1986 bestaande Werkgroep Indische Letteren zich uitsluitend bezighoudt met de Nederlands-Indische literatuur. De Werkgroep heeft zich als doel gesteld zich in te zetten voor de studie, bevordering en promotie van de literatuur en cultuur van Suriname en de zes eilanden in het Nederlands Caraïbisch gebied. Om dit te bereiken wil de Werkgroep activiteiten initiëren en ondersteunen. De oprichting van de Werkgroep is voortgekomen uit de wetenschap dat de literatuur van het gebied floreert en groeit, dat de belangstelling ervoor toeneemt en dat er ook al literatuurgeschiedenissen van Suriname en de Nederlandse Caraïben verschenen zijn. De vele publicaties die het Nederlands Caraïbisch gebied tot onderwerp hebben zijn voor de Werkgroep reden om bijeenkomsten te organiseren om hier aandacht aan te schenken. De Werkgroep wil fungeren als een breed platform van literaire uitwisseling, niet slechts tussen het Caraïbisch gebied en Europa, maar ook binnen Nederland. De eerste voorzitter van de Werkgroep was Lilian Gonçalves-Ho Kang You; zij werd opgevolgd door Peter Meel, die door Michiel van Kempen en hij weer door Rita Rahman.

## Activiteiten

### Letterendagen

#### Eerste: Black Magic Women
Naar buiten toe werd de Werkgroep Caraïbische Letteren gelanceerd met de Eerste Caraïbische Letterendag, binnen het kader van het Black Magic Women-festival op zondag 11 november 2007 in de nieuwe Openbare Bibliotheek Amsterdam. Spreker waren onder anderen mevrouw drs. Igma van Putte-de Windt namens de Werkgroep, de hoogleraren Michiel van Kempen (Universiteit van Amsterdam) en Wim Rutgers (de Universiteit van Curaçao, tot 2011 de Universiteit van de Nederlandse Antillen, UNA) over de Nederlands-Caraïbische literatuur en de Arubaans-Nederlandse schrijver Denis Henriquez met een voordracht over de vier 'grote' Antilliaanse schrijvers Cola Debrot, Boeli van Leeuwen, Tip Marugg en Frank Martinus Arion. De Surinaams-Nederlandse dichter Antoine de Kom droeg zijn lange gedicht De . ('De punt') voor. De Curaçaose schrijfster Diana Lebacs besloot het programma met een Antilliaanse legende. Bij deze gelegenheid verscheen een bibliofiele editie van een gedicht van Bernardo Ashetu, getiteld Indiaans.

#### Tweede: Edgar Cairo
Op de Tweede Caraïbische Letterendag op 5 september 2009 stond de vraag centraal wat de Grote Voorlopers kunnen betekenen voor jonge schrijvers. Het werk van Edgar Cairo werd in de schijnwerpers gezet met een groot programma, met onder meer een theatrale bewerking van Cairo's teksten door Michiel van Kempen, Voor de harten van het licht, waarin Edgar Cairo gespeeld werd door Felix Burleson en de andere rollen werden neergezet door vier hoogleraren: Ena Jansen, Michiel van Kempen, Bert Paasman en Pamela Pattynama. Vervolgens spraken Arthur en Jetty Cairo (broer en zus van de schrijver), Eva Essed-Fruin en Lydia Emanuels over Cairo. Aan het slotdebat onder leiding van Noraly Beyer namen Abdelkader Benali, Maarten van Hinte, Ellen Ombre, Rappa en Michael Tedja deel.

#### Derde: Theater
De Derde Caraïbische Letterendag werd gehouden in het Amsterdamse Bijlmer Parktheater op zaterdag 25 september 2010 en was geheel gewijd aan het Caraïbisch theater. Sharda Ganga en Maarten van Hinte zorgden voor persoonlijke columns en een uitgelezen gezelschap aan acteurs speelde scènes van Thea Doelwijt, Astrid Roemer, Julien Ignacio en Norman de Palm. Aan de debatten namen deel: John Leerdam, Jenny Mijnhijmer, Sharda Ganga, Thea Doelwijt, Noraly Beyer, Maarten van Hinte, Julien Ignacio en Norman de Palm. Tot de acteurs behoorden Paulette Smit en Felix Burleson.

#### Vierde: De academie
De Vierde Caraïbische Letterendag vond plaats op 23 september 2012 bij de Vereniging Ons Suriname in Amsterdam. Vijf promovendi van de leerstoel Nederlands-Caraïbische Letteren hielden voordrachten over hun onderzoek: Benoît Verstraete-Hansen over de Deense zendeling P.M. Legêne, Carl Haarnack over de Duitse beschrijvingen van Indianen in Suriname, Paul Hollanders over Paul François Roos en de Surinaamse plantersletterkunde, Jos de Roo over de bijdrage van de Wereldomroep aan de ontwikkeling van Caraïbische auteurs en Tim de Wolf over muziek en muziekdragers van het Nederlands Caraïbisch gebied. Er was een korte herdenking van dichter-diplomaat John Leefmans, er waren voordrachten en interviews over nieuwe boeken (T. Martinus over The bearable ordeal of the collapse of certainties en Orchida Bachnoe over Azijn in mijn aderen) en Michiel van Kempen over zijn poëziedebuut Wat geen teken is maar leeft en er was een Skype-verbinding met Suriname, met de dichter Michael Slory over zijn pasverschenen dichtbundel Torent een man hoog met zijn poëzie. De live-muziek werd verzorgd door saxofoniste Sanne Landvreugd.

#### Vijfde: Muziek & Literatuur
De eerste lustrumviering op 6 december 2013 in het theater van de Openbare Bibliotheek Amsterdam (OBA) in Amsterdam stond in het teken van het thema Muziek & Literatuur. Pianist Alwin Toppenberg opende de avond met Antilliaanse pianomuziek. Er werd groots uitgepakt met drie wereldpremières. In opdracht van de Werkgroep schreven de componisten René Samson en Randal Corsen muziek op gedichten van Surinaamse en Antilliaanse schrijvers. René Samson componeerde een stuk met zang, slagwerk en dans op gedichten van Michael Slory en Bernardo Ashetu. Pianist en componist Randal Corsen – Edison-winnaar en componist van de eerste Antilliaanse opera – gaf met zang, percussie, gitaar en piano zijn nieuwe jazz-interpretatie van Curaçaose gedichten van onder anderen Lucille Berry-Haseth. Margriet Hoenderdos componeerde in 1990 kort voor het overlijden van de Surinaams-Nederlandse dichter Hans Faverey een muziekstuk De lussen van Faverey. Het werk kwam in nauwe samenwerking met de dichter tot stand. Ook dit werk voor blazersensemble beleefde op deze avond zijn wereldpremière. Dave MacDonald met zijn elfkoppige Tiri Fu Bari-band sloot de avond af; de groep speelde composities op teksten van Trefossa, R. Dobru en Shrinivási.

#### Zesde: 40 jaar Suriname
De Zesde Caraïbische Letterendag vond plaats op zaterdag 24 oktober 2015 in de grote lichthal van het Koninklijk Instituut voor de Tropen en was gewijd aan Life writing: 12 Woordkunstenaars over 40 jaar Suriname en de relatie Nederland-Suriname. Met Tanja Fraai en Michiel van Kempen als gespreksleider vonden vier tafelgesprekken plaats, telkens met drie gasten, telkens over een periode van tien jaar in de Surinaamse geschiedenis sinds 1975. Een schrijver werd telkens centraal gesteld die beeldbepalend was geweest voor die tien jaar, en rond die persoon de ontwikkelingen die zich voordeden. Voor 1975-1985 werd toneel- en cabaretschrijfster Thea Doelwijt centraal gezet met als gasten de auteur zelf, Gerard Reve-biograaf Nop Maas en acteur en filmproducent Mike Ho Sam Sooi. Voor 1985-1995 werd gefocust op Edgar Cairo en Astrid Roemer met als tafelgasten Cairo's broer Arthur Cairo, feministisch kopstuk Maaike Meijer en de Surinaamse theaterregisseur en columniste Sharda Ganga. In de derde ronde, 1995-2005, werd gesproken over Anil Ramdas met als gasten publicist en politicus Pieter Hilhorst, columnist en schrijver Stephan Sanders en dichter, schrijver en Haagse locoburgemeester Rabin Baldewsingh. In de laatste ronde stond Robert Vuijsje centraal met als tafelgasten de schrijver zelf, actrice Manoushka Zeegelaar Breeveld en cineast Hans Hylkema. De verschillende sessies werden afgewisseld met beeld en geluid en met gezongen gedichten door Denise Jannah, begeleid op gitaar door Wolf Martini.

#### Zevende: Albert Helman
De Zevende Caraïbische Letterendag, op zaterdag 17 september 2016 in het Theater van 't Woord in de OBA, was geheel gewijd aan de Surinaamse schrijver Albert Helman (pseudoniem van Lou Lichtveld) en werd gepresenteerd door Ivette Forster en Maarten van Hinte. Centraal stond de aanbieding van de Helman-biografie Rusteloos en overal van Michiel van Kempen aan de dochter van Helman, Cecilia van Vliet-Lichtveld. Er werd gestart met een filmfragment uit een ongepubliceerd interview met Helman door zijn neef Wim Lichtveld, en met gefilmde testimonials door literatuurcriticus Jerry Dewnarain in Suriname, de dichter Shrinivási in  Curaçao en de inheemse antropoloog Rein Artist. Vervolgens was er een optreden van Kenny B. De avond was thematisch opgedeeld: eerst was er aandacht voor Albert Helman (Lou Lichtveld) als musicus. Een aantal van zijn composities werd uitgevoerd door Helman-pianist Hessel bij de Leij en alt-mezzosopraan Charlotte Stoppelenburg. Na een gesproken column door Anneke Visée was er een tweede blok over Helman als de eerste migrant-schrijver. Vervolgens waren er gefilmde testimonials van schrijfster Thea Doelwijt en hoogleraar Bert Paasman. Acteur Felix Burleson bracht fragmenten uit Helmans allervroegste werken: Schetsen en de roman Zuid-Zuid-West. Daarna was er een vertolking van Heimweelied, door Manoushka Zeegelaar Breeveld met Jef Hofmeister op gitaar en Walter Muringen op trompet. Na een interview met biograaf Michiel van Kempen door journalist Jos de Roo (Trouw en Radio Nederland Wereldomroep) vond de aanbieding van de biografie plaats.
Na de pauze stond Helman als avant-gardist centraal. Nu waren er testimonials van schrijfster Ruth San A Jong (Suriname), auteur Clyde Lo A Njoe  (Antillen/Nederland) en Tessa Leuwsha (vanuit Suriname). Na de vertoning van de film Regen (1929) van Joris Ivens waarvoor Helman (Lichtveld) de muziek schreef, sprak Rihana Jamaludin een column uit. Vervolgens werd een tweevoudige, korte film naar een verhaal van Albert Helman vertoond, van Gert Altena en Teije Euverman. Het vierde en laatste blok was gewijd aan Helman als kosmopoliet. Eerst waren er testimonials van docente Eva Essed-Fruin uit Nederland) en cineast Pim de la Parra uit Suriname. Felix Burleson droeg enkele gedichten voor en Helmans kleinzoons Flip en Bas van Vliet vertelden over hun grootvader. De avond werd afgesloten met een optreden van de band New Motion onder leiding van Flip van Vliet.

#### Achtste: Jeugdliteratuur
De Achtste Letterendag vond plaats op zondag 1 oktober 2017 in het theater van de OBA en doorheen het hele gebouw. Het was voor het eerst dat de dag geheel gewijd was aan kinder- en jeugdliteratuur, reden waarom de dag werd aangekondigd als 'Caraïbische Letterendag OBA Junior'. De dag was opgedragen aan Miep Diekmann (1925-2017), de bekende kinder- en jeugdboekenschrijfster die vier jaar van haar jeugd doorbracht op Curaçao en zich tijdens haar leven met hart en ziel inzette voor Caraïbische kinderboekenschrijvers. In totaal deden 23 kinder- en jeugdboekenschrijvers mee aan het evenement, van wie er maar liefst tien daarvoor overkwamen uit het Caraïbisch gebied. De dag werd feestelijk geopend op het Anansi podium in de Centrale Hal van de OBA, met een bijzonder indianenritueel uitgevoerd door de vertelkunstenaars Guillame Pool en Dorothy Blokland; kinderboekenambassadeurs Hans en Monique Hagen hielden aansluitend een woordje. Het hart van de Caraïbische Letterendag OBA Junior werd gevormd door de Literaire Trippelzone. Acht Caraïbische kinderboekenschrijvers stonden verspreid op de Jeugdafdeling en hielden korte interactieve mini-voorstellingen.
De deelnemende auteurs bij deze editie waren Diana Lebacs (Curaçao), Roy Colastica (Curaçao), Jackie Bernabela (Bonaire), Liliana Erasmus (Aruba), Loekie Morales (Sint Maarten), Indra Hu (Suriname), Hilli Arduin (Suriname), Curt Fortin, Guillaume Pool, Hans en Monique Hagen, Joke van Leeuwen, Lydia Rood, Marit Törnqvist, Brian Elstak, Henna Goudzand Nahar, Mariska Hammerstein, Anton van der Kolk, Peter Vervloed, Mylo Freeman, Charlotte Doornhein, Tio Ali (Curaçao) en Cynthia McLeod (Suriname). Er waren voor de kinderen vier workshops om uit te kiezen: een familieworkshop swingende muziek in de Theaterzaal door het duo Bengalou, een workshop Afro-house dance door Precious Alvares, een Caraïbische tekenworkshop onder leiding van Mylo Freeman, bekend van haar succesvolle prentenboeken over prinses Arabella, en een workshop geluks-amulet maken van klei, voor creatieve kinderen. Bijzonder hoogleraar Caraïbische Letteren Michiel van Kempen en boekenkenner Carl Haarnack gaven lezingen voor de ouders en andere volwassenen, over de thema's perspectief wit-zwart en de Caraïbische kinderliteratuur door de eeuwen heen. In de centrale hal van de OBA was een Caraïbische Boekenstraat met boekenstands en een podium waar diverse korte Anansi-verhalen werden verteld door verhalenverteller en actrice Dorothy Blokland. De dag werd afgesloten door Cynthia McLeod – o.a. bekend van Hoe duur was de suiker? – die haar nieuwe kinderboek No Kwik in Ons Bos signeerde.

#### Negende: De jongste schrijversgeneratie
De Negende Letterendag op zaterdag 9 november 2019 was geheel gewijd aan de jongste Caraïbische schrijversgeneratie. Het ging om twaalf schrijvers die in de vier voorafgaande jaren hun debuut hadden gemaakt: Radna Fabias, Etchica Voorn, Roberta Petzoldt, Julien Ignacio, Johan Herrenberg, Diana Tjin, Chris Polanen, Daphne Huisden, Chesley Rach, Gershwin Bonevacia, Shantie Singh en Karin Lachmising. Zij werden geïnterviewd door schrijvers van de voorgaande generatie: Karin Amatmoekrim, Rabin Baldewsingh, Raoul de Jong en Antoine de Kom. De avond werd geopend met een muzikaal eerbetoon aan de kort ervoor overleden Surinaams-Nederlandse componist René Samson door Jacobien Rozemond (viool en zangstem). Michiel van Kempen gaf een korte introductie op de nieuwste literatuur. Voor deze editie waren ook scholen bij het programma betrokken. Auteurs bezochten scholen, en havo- en vwo-leerlingen uit Nederland, Suriname, Curaçao en Bonaire lieten met filmpjes zien wat zij lezen. Een videoregistratie werd later weer beschikbaar gesteld aan alle deelnemende scholen. De avond werd afgesloten met een optreden van Jeangu Macrooy en een boekenmarkt met schrijvers en uitgevers.

#### Tiende: Alles is Anana
De Tiende Letterendag werd gehouden op 8 oktober 2022 in HNI (Het Nieuwe Instituut) in Rotterdam. Na de opening door wintipriesteres Marian Markelo werd het eerste exemplaar van de lustrumuitgave Dat wij zongen aangeboden aan de dichter Jit Narain, die was overgekomen uit Suriname. Het boek, uitgegeven door DasMag in samenwerking met de Werkgroep, bevat 21 essays waarin auteurs van nu aandacht vragen voor Caraïbische schrijvers op wier schouders zij staan. Zo schrijft Astrid Roemer over Albert Helman, Gershwin Bonevacia over Pierre Lauffer, Tommy Wieringa over Boeli van Leeuwen, Antoine de Kom over Shrinivási, Albert Schaffer over Bernardo Ashetu, Ruth San A Jong over Michael Slory, Eric de Brabander over Tip Marugg, Michael Tedja over Hans Faverey, enzovoort.
Vervolgens kwam in drie gespreksronden, geleid door Raoul de Jong en Milouska Meulens, een groot aantal van de schrijvers uit de bundel voorbij: Dean Bowen, Sanne van Hassel, Johan Herrenberg, Rihana Jamaludin, Ken Mangroelal, Marian Markelo, Roberta Petzoldt, Chris Polanen en Shantie Singh en de uit Suriname overgekomen Tessa Leuwsha.
In een eerste intermezzo werd jazzmusicus Ronald Snijders, winnaar van de Boy Edgar Prijs, in de bloemen gezet door Gerda Havertong. In een tweede intermezzo herdacht Charlotte Doornhein de overleden Curaçaose schrijfster van jeugdboeken en romans Diana Lebacs. Het programma werd afgesloten met een pleidooi door Michiel van Kempen om aandacht voor Medardo de Marchena, 'de Curaçaose Anton de Kom', die al vijf jaar vóór Anton de Kom een scherp antikoloniaal pamflet schreef. Als toegift las Raoul de Jong een fragment voor uit zijn boekenweekessay dat naar verwachting in 2023 zou verschijnen.

### Lezingen
Behalve literaire bijeenkomsten organiseert de Werkgroep ook twee reeksen lezingen: de Rudie van Lier-lezingen in Leiden met een sterker historisch-cultureel georiënteerde spreker, en de Cola Debrot-lezingen in Amsterdam. Lezingen binnen beide reeksen wisselen elkaar om het jaar af.

#### Rudolf van Lier-lezing

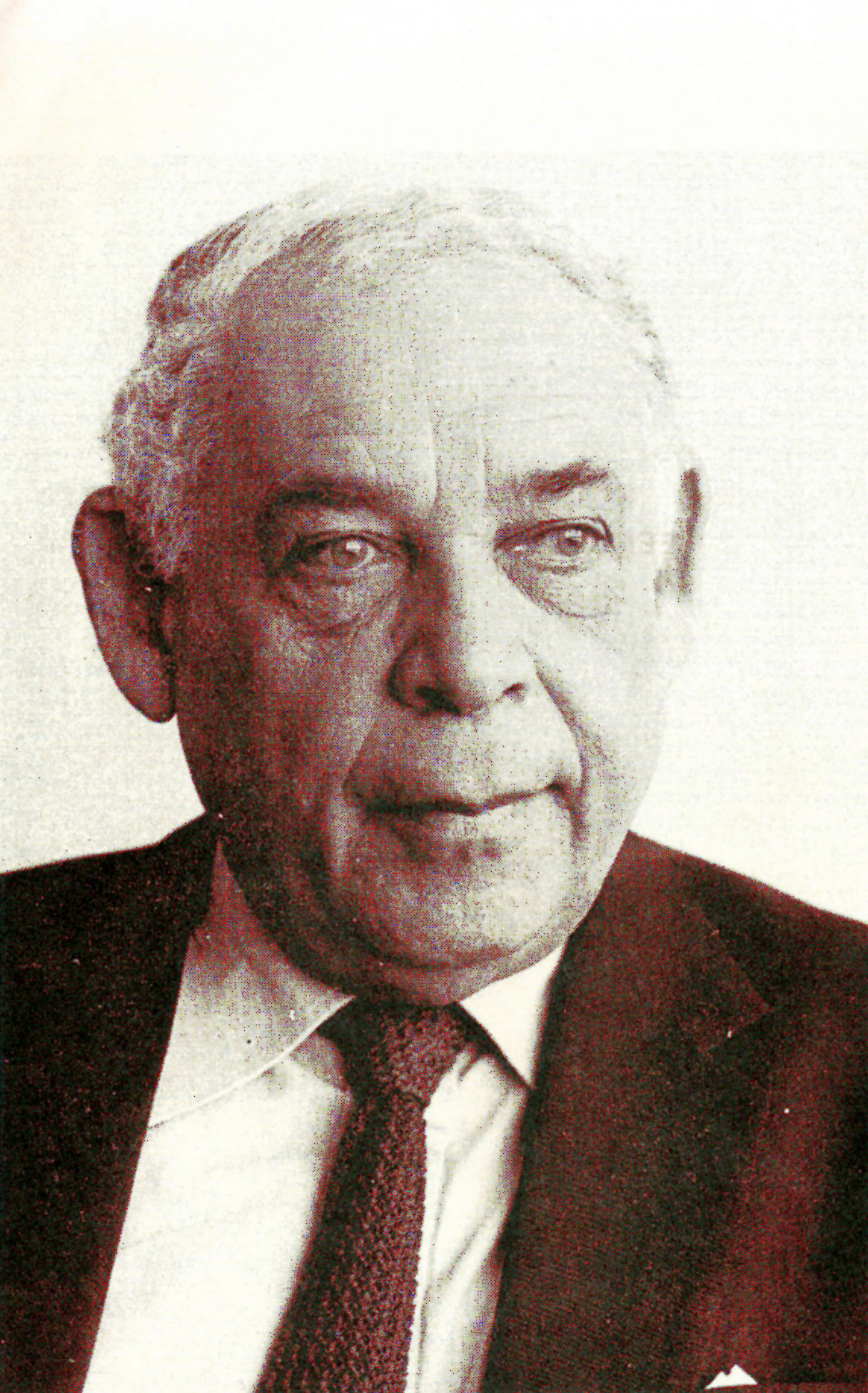
Rudie van Lier

Op vrijdag 8 februari 2008 beet professor Ruben Gowricharn het spits af in Leiden met een lezing over etniciteit, de geschiedenis van de Surinaamse hindostanen en de wijze waarop zij in een model van vreedzame co-existentie met andere bevolkingsgroepen een succesvolle maatschappelijke opgang hebben gemaakt. Referent was professor Gert Oostindie.
Op vrijdag 26 februari 2010 hield antropoloog doctor Francio Guadeloupe een pleidooi tegen het gebruik van geografische herkomstaanduidingen (Antilliaanse, Surinaams, Marokkaans) als het gaat om onderzoek naar groepen binnen de Nederlandse samenleving. Referent was doctor Aspha Bijnaar.
Latere lezingen waren van doctor Hugo Fernandes Mendes (2012, Kenmerken politieke cultuur en leiderschap in Suriname), Aminata Cairo (2014, Krioro dansi: Dansen om de Afro-Surinaamse identiteit te verkennen), Leo Balai (2016, Roots en Reparations: Over de verwerking van het slavernijverleden), doctor Valika Smeulders (2019, Muzik di zumbi: Caribische stemmen in Nederlandse musea) en Maurits Hassankhan (2022, Suriname van plurale naar multiculturele samenleving).

#### Cola Debrot-lezing

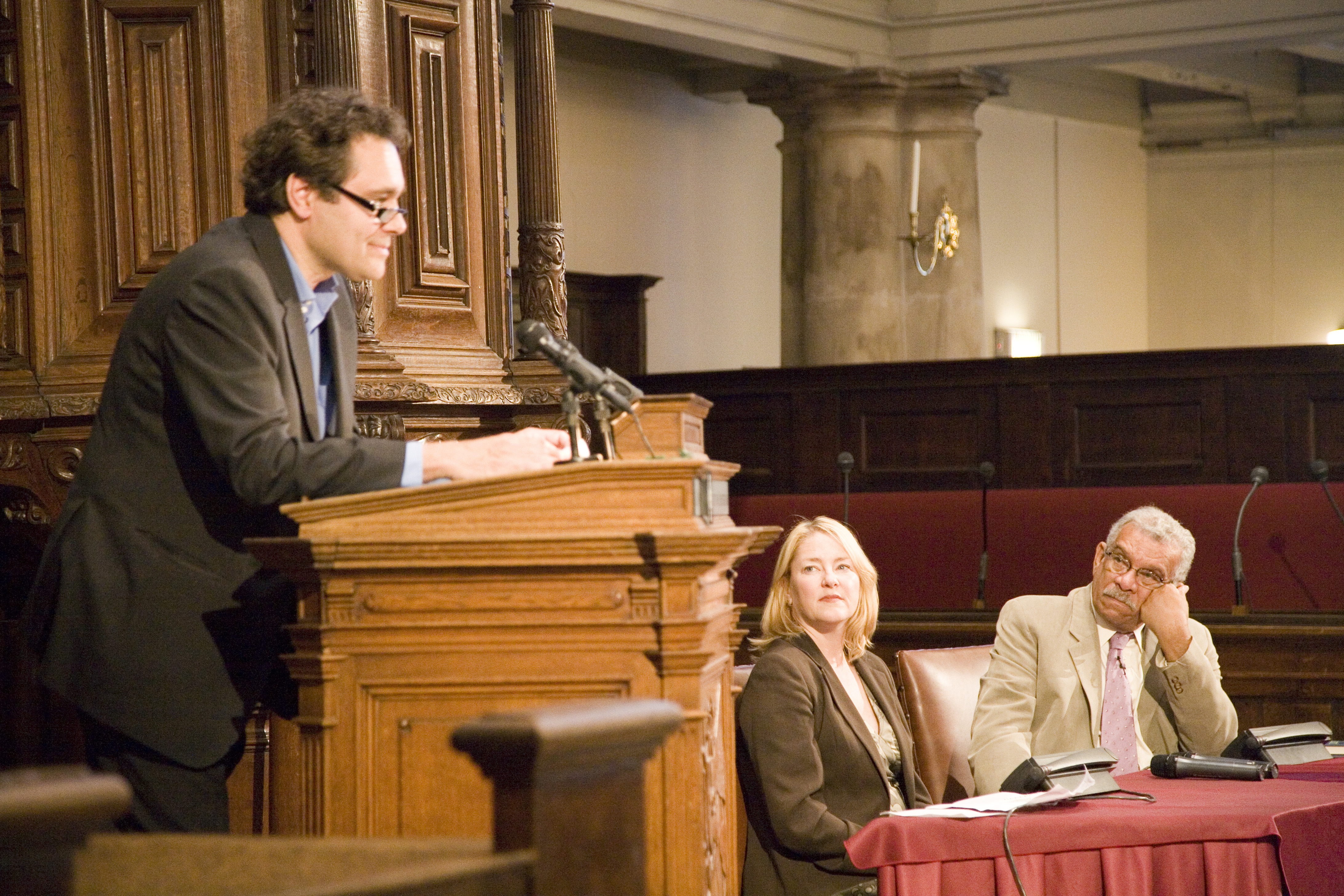
Nobelprijswinnaar Derek Walcott (rechts) luisterend naar dichter Antoine de Kom in de aula van de Universiteit van Amsterdam, 20 mei 2008; in het midden voorzitter Joyce Goggin. Foto: Bert Nienhuis

Op uitnodiging van de Werkgroep gaf Derek Walcott, dichter en toneelschrijver van Saint Lucia en winnaar van de Nobelprijs voor Literatuur in 1992, de eerste Cola Debrot-lezing in de aula van de Universiteit van Amsterdam op 20 mei 2008. Daags ervoor had hij een masterclass gegeven in Academisch Cultureel Centrum Spui25 in Amsterdam, voor studenten en docenten post-koloniale literatuur, en voor schrijvers en dichters (onder meer Karin Amatmoekrim, Abdelkader Benali, Jana Beranová, Noraly Beyer, Aart Broek, Ernestine Comvalius, Emma Crebolder, Tom van Deel, Giselle Ecury, Henna Goudzand Nahar, Carel de Haseth, Denis Henriquez, Isabel Hoving, John Jansen van Galen, Antoine de Kom, Diana Lebacs, Joan Leslie, Ken Mangroelal, Marijke van Mil, Raj Mohan, Herman Hennink Monkau, Quito Nicolaas, Olga Orman, Christine Otten, Walter Palm, Guus Pengel, Guillaume Pool, Rob Schouten, Paulette Smit, Annette de Vries, Joanna Werners, Tommy Wieringa en Erich Zielinski).
Zowel in zijn masterclass als in zijn lezing ging Walcott in op een groot aantal kwesties die samenhangen met de Caraïbische literatuur: engagement, de taalkeuze, maatschappelijke impact, de positie tussen verschillende culturen, de bronnen van zijn werk Omeros, zijn mening over V.S. Naipaul, enzovoort.
Latere Cola Debrot-lezingen werden gegeven door de Cubaans-Amerikaanse schrijfster Ana Menéndez (2011), de Surinaams-Nederlandse dichter Antoine de Kom (2013), de Surinaams-Nederlandse schrijfster Karin Amatmoekrim (2015), de Nederlandse schrijver en columnist Stephan Sanders (2018), de Surinaams-Nederlandse schrijfster Tessa Leuwsha (2021), de Surinaams-Arubaans-Nederlandse schrijfster Rita Rahman (2023), de Nederlands-Arubaanse schrijver Julien Ignacio (2023)., door de Curaçaose schrijver Eric de Brabander (2024) en door schrijver en bijzonder hoogleraar Caraïbische Letteren Michiel van Kempen (2025).

### Kleinere evenementen
Kleinere bijeenkomsten organiseerde de Werkgroep rond en met onder meer Henry Habibe, Joe Fortin, Denis Henriquez, Michiel van Kempen, Myra Römer, Erich Zielinski, Jacques Thönissen, Karel de Vey Mestdagh.

## Voetnoten
1. ↑  De schrijver met de grootste energie sinds Albert Helman
2. ↑  Crème de la crème van het Caraïbisch theater bijeen
3. ↑  Het stuk Kultuurtuin kawina
4. ↑  Margriet Hoenderbos toonzette werk van Hans Faverey
5. ↑  Grootste festival van Caraïbische jeugdliteratuur ooit in Nederland
6. ↑  Verslag op Caraïbisch Uitzicht
7. ↑  Alle teksten en details zijn te vinden op de blogspot Caraïbisch Uitzicht, de website van de Werkgroep Caraïbische Letteren
8. ↑  Alle persaankondigingen, verslagen en teksten zijn te vinden op de blogspot Caraïbisch Uitzicht, de website van de Werkgroep Caraïbische Letteren
9. ↑  'Wij hebben helden, wij bestaan!'
10. ↑  Tekst van de lezing van Rita Rahman op Caraïbisch Uitzicht
11. ↑  De tekst van de achtste Cola Debrot-lezing door Julien Ignacio
12. ↑  De lezing van Julien Ignacio on-line
13. ↑  Verslag op  Caraïbisch Uitzicht
14. ↑  Tekst van de Cola Debrotlezing door Eric de Brabander.
15. ↑  Aankondiging van de Cola Debrot-lezing door Michiel van Kempen.